# منسفیلد، میشیگان
منسفیلد (به انگلیسی: Mansfield Township) یک منطقهٔ مسکونی در ایالات متحده آمریکا است که در شهرستان آیرون، میشیگان واقع شده‌است.
 منسفیلد ۲۷۸٫۹ کیلومتر مربع مساحت و ۲۴۳ نفر جمعیت دارد و ۴۲۱ متر بالاتر از سطح دریا واقع شده‌است.